# Oxira eriensis
Oxira eriensis là một loài bướm đêm trong họ Noctuidae.